# Плугарёв, Михаил Викторович
Михаил Викторович Плугарёв (13 января 1983, Усть-Каменогорск, Казахская ССР, СССР) — казахстанский хоккеист, нападающий. Выступал за сборную студенческую сборную Казахстана на Универсиаде 2007 года.
Завершил игровую карьеру в 2014 году. В настоящее время является тренером детской хоккейной команды «Адмирал» для игроков 2008 года рождения.

## Карьера

### Игрока
Воспитанник усть-каменогорского хоккея.
Начал карьеру во второй команде «Авангарда». В 2000 году перешёл в барнаульский «Мотор». Там провёл 2 сезона. После вернулся в родной усть-каменогорский «Торпедо». Не закрепившись в основной команде, Плугарёв в 2004 году перешёл в рудненский «Горняк». В 2008 году на сезон перешёл в «Казахмыс», после вернулся обратно в Рудный.
В 2010 году перешёл в «Алматы». Там провёл 2 сезона. После вернулся обратно в родной усть-каменогорский «Торпедо», где и в 2014 году закончил свою карьеру.

### Тренерская
После окончания карьеры стал тренером детской хоккейной команды усть-каменогорского «Торпедо» для игроков 2008 года рождения.
С 2018 года Плугарёв является тренером детской хоккейной команды «Адмирала» для игроков 2008 года рождения.

## Достижения

### Игрок
Авангард-2
- Чемпион России среди юношей 1983 г.р. (1998)

Казцинк-Торпедо
- Чемпион Казахстана (2001/02)

Казахстан
- Бронзовый призер Всемирной Универсиады (2007)

Горняк (Рудный)
- Серебряный призёр Чемпионата Казахстана (2007/08)
- Серебряный призёр Первой лиги России региона Урал-Западный Сибирь (2007/08)
- Трёхкратный бронзовый призёр Чемпионата Казахстана (2004/05, 2005/06, 2006/07)
- Бронзовый призёр Кубка Казахстана (2005)

Казахмыс
- Обладатель Кубка Казахстана (2008)
- Бронзовый призёр Чемпионата Казахстана (2008/09)

### Тренер
Казцинк-Торпедо-08
- Чемпион блиц-турнира КГУ «ВКО СДЮШОР по хоккею с шайбой» (2016)
- Серебряный призёр Чемпионата Казахстана среди юношей 2004 г.р. (2018)
- Финалист Кубка Торпедо-2008 (2016)
- Бронзовый призёр «Кубка Покрышкина» (2017)

Адмирал-08
- Победитель Первенства Владивостока среди юношей 2008 г.р. (2019)
- Обладатель Кубка Федерации Приморского края среди юношей 2008 г.р. (2019)
- Бронзовый призер Чемпионата Дальневосточного Федерального округа (2019)